# Songs of Faith and Devotion
Albums de Depeche Mode
Violator
(1990) Songs of Faith and Devotion Live
(1993)
Songs of Faith and Devotion est le 8e album studio du groupe britannique Depeche Mode, sorti le 22 mars 1993. De genre rock alternatif, électro-rock et synthpop, il est produit par l'Anglais Flood. N°1 à sa sortie au Royaume-uni et aux Etats-Unis, il s'est vendu à ce jour à 4 millions d'exemplaires  .

## Historique
Produit par Flood et Depeche Mode, cet album succède à Violator, qui constitue l'apothéose artistique et commerciale du groupe. Songs of Faith and Devotion connait un succès tout aussi enviable en atteignant dès sa sortie les sommets des charts américains et britanniques, alors que le groupe s'orientait vers des recherches sonores différentes (gospel, instruments acoustiques, arrangements philharmoniques, etc.) mais aussi vers un son plus rock à une période marquée par la musique et le mouvement grunge qui ne laissaient pas indifférents les membres du groupe, dont notamment Dave Gahan. En plus des guitares, l'album fait également usage d'une vraie batterie, donnant un son plus organique.
C'est durant l'enregistrement de cet album et de la tournée qui s'ensuit que les premières failles apparaissent au sein du groupe : une mésentente grandissante et l'abus de drogues fragiliseront le groupe de Basildon entre 1993 et 1996, période qui est marquée par le départ d'Alan Wilder.
Assez bien reçu par les critiques, Songs of Faith and Devotion est l'un des deux albums de Depeche Mode à accéder à la place de  no 1 au Royaume-Uni (l'autre est Ultra) et, surtout, le seul à ce jour à être parvenu en tête du Bilboard 200 aux Etats-Unis.

## Pochette
La pochette de l'album est la seule, à l'époque, à représenter les visages des membres de Depeche Mode, en dehors des albums en concert. À l'intérieur du boîtier est dissimulée la photographie des pages d'un catalogue pour des dessous SM.

## Liste des morceaux
Toutes les chansons sont écrites et composées par Martin L. Gore.
| No  | Titre                            | Durée |
| --- | -------------------------------- | ----- |
| 1.  | I Feel You                       | 4:35  |
| 2.  | Walking in My Shoes              | 5:35  |
| 3.  | Condemnation                     | 3:20  |
| 4.  | Mercy in You                     | 4:17  |
| 5.  | Judas                            | 5:14  |
| 6.  | In Your Room                     | 6:26  |
| 7.  | Get Right with Me / Interlude #4 | 3:52  |
| 8.  | Rush                             | 4:37  |
| 9.  | One Caress                       | 3:32  |
| 10. | Higher Love                      | 5:56  |

| 11. | My Joy                                  | 3:57 |
| 12. | Condemnation (Paris Mix)                | 3:21 |
| 13. | Death's Door (Jazz Mix)                 | 6:38 |
| 14. | In Your Room (Zephyr Mix)               | 4:50 |
| 15. | I Feel You (Life's Too Short Mix)       | 8:35 |
| 16. | Walking in My Shoes (Grungy Gonads Mix) | 6:24 |
| 17. | My Joy (Slowslide Mix)                  | 5:11 |
| 18. | In Your Room (Apex Mix)                 | 6:43 |

## Concert
L'album donne naissance à l'une des tournées les plus mémorables du groupe, le Devotional Tour, qui dure 14 mois. Elle est conçue par Anton Corbijn qui immortalise également le show en film. Elle donne également lieu à l'album Songs of Faith and Devotion Live. C'est durant le Devotional Tour qu'Andrew Fletcher est victime d'une dépression nerveuse et est remplacé par Darryl Bamonte pour quelques dates.

## Classements et certifications
| Classement (1993)                  | Meilleure place |
| ---------------------------------- | --------------- |
| Allemagne (Media Control AG)       | 1               |
| Australie (ARIA)                   | 14              |
| Autriche (Ö3 Austria Top 40)       | 1               |
| Canada (Canadian RPM Albums Chart) | 5               |
| Espagne (Promusica)                | 3               |
| États-Unis (Billboard 200)         | 1               |
| Europe (European Top 100 Albums)   | 1               |
| France (SNEP)                      | 1               |
| Hongrie (Mahasz)                   | 12              |
| Italie (FIMI)                      | 6               |
| Japon (Oricon)                     | 31              |
| Norvège (VG-lista)                 | 16              |
| Nouvelle-Zélande (RIANZ)           | 31              |
| Pays-Bas (Mega Album Top 100)      | 18              |
| Royaume-Uni (UK Albums Chart)      | 1               |
| Suède (Sverigetopplistan)          | 2               |
| Suisse (Schweizer Hitparade)       | 1               |

| Classement (1993) | Meilleure place |
| ----------------- | --------------- |
| Autriche          | 21              |
| Italie            | 28              |

| Pays                  | Certification | Ventes certifiées |
| --------------------- | ------------- | ----------------- |
| Allemagne (BVMI)      | Platine       | 500 000           |
| Autriche (IFPI)       | Or            | 25 000            |
| Canada (Music Canada) | Platine       | 300 000           |
| États-Unis (RIAA)     | 3 × Platine   | 3 000 000         |
| France (SNEP)         | Platine       | 400 000           |
| Royaume-Uni (BPI)     | Platine       | 300 000           |
| Suède (GLF)           | Or            | 50 000            |
| Suisse (IFPI)         | Platine       | 50 000            |

## Crédits
| - Depeche Mode – mixage, production - Daryl Bamonte (en) – coordination de l'album - Hildia Campbell – voix additionnelles ("Get Right with Me") - Anton Corbijn – direction artistique, design, visuels - Chris Dickie – ingénieur du son - Mark Einstmann – ingénieur assistant - Shaun de Feo – ingénieur assistant - Flood – mixage, production - Steáfán Hannigan – uilleann pipes ("Judas") | - Paul Kendall (en) – ingénieur - Steve Lyon – ingénieur - Wil Malone – string arrangement and conducting ("One Caress") - Bazil Meade – additional vocals ("Get Right with Me") - Kevin Metcalfe – mastering - Volke Schneider – ingénieur assistant - Samantha Smith – voix additionnelles ("Get Right with Me") - Mark Stent – mixage - Matthew Vaughan – programmation additionnelle - Jeremy Wheatley – ingénieur assistant |